# Chochloma

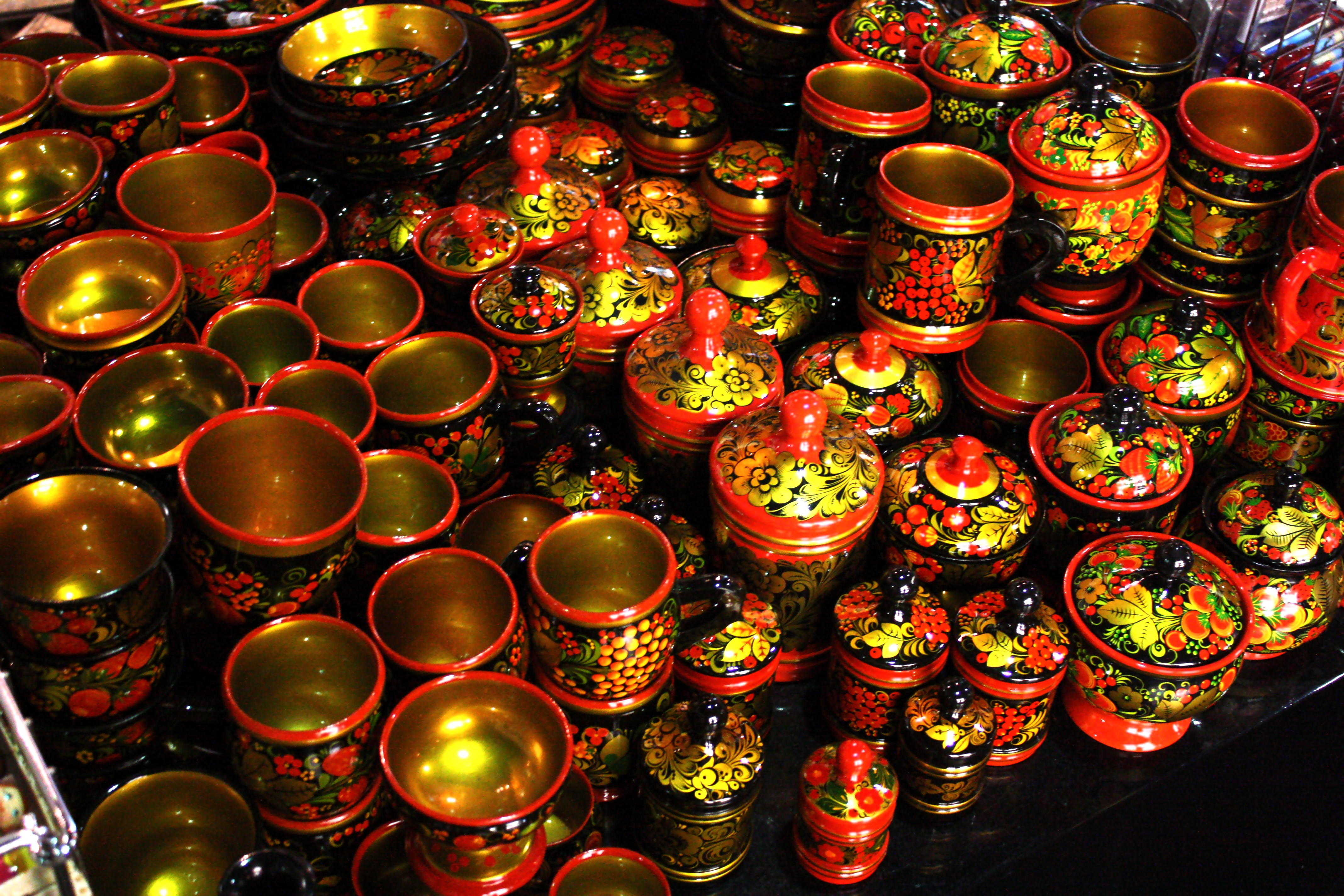
Ukázky chochlomy

Chochloma nebo chochlomská malba (Хохлома, Хохломская роспись) je tradiční ruské umělecké řemeslo, spočívající ve zdobení dřevěného nádobí barevnými ornamenty. Ze dřeva vyřezané lžíce, poháry, dózy apod. se pokryjí směsí jemného jílu a lněného oleje, pomalují olejovými barvami smíchanými s práškovým cínem, nalakují a zapečou při teplotě okolo 150 °C. Na povrchu předmětu vznikne pevná trvanlivá vrstva, která napodobuje kov a je odolná vůči vlhkosti. Charakteristickými barvami chochlomy jsou černá, červená a zlatá, tradičně se používají rostlinné motivy (květy, bobule).
Technika je pojmenována podle osady Chochloma nedaleko Nižního Novgorodu, kde začali tento druh užitého umění vyrábět starověrci už v 17. století. V moderní době je největším producentem továrna Хохломская роспись v Semjonově, která provozuje také muzeum chochlomy. Chochloma je oblíbená jako tradiční suvenýr a ukázka ruského folklóru.

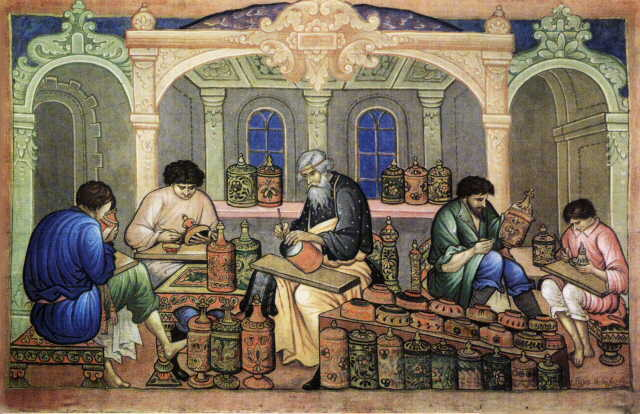
I. M. Bakanov: Chochlomští umělci při práci. Palech, r. 1929

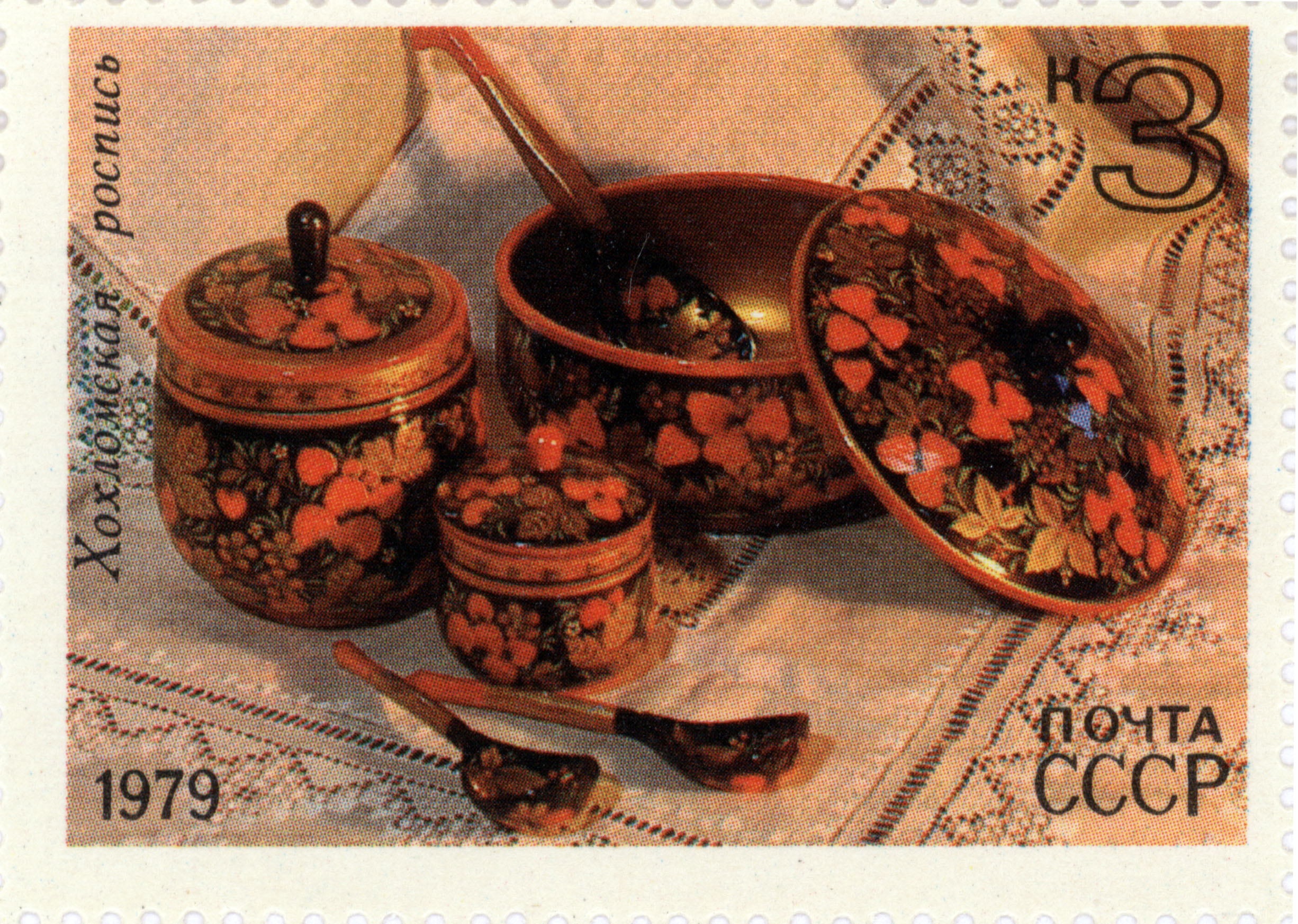
Poštovní známka SSSR z roku 1979

Chochloma – starodávné ruské lidové řemeslo, které vzniklo v 17. stol. v oblasti Nižního Novgorodu.
Chochloma je dekorativní malba dřevěného nádobí a nábytku. Tvoří ji červená, zelená a černá barva na zlatém pozadí. Při malbě se na dřevo nenanáší zlatý, nýbrž stříbřný cínový prášek. Poté se výrobek pokrývá speciální směsí a 3krát až 4krát se peče, čímž získává medově zlatou barvu, která přidává dřevěnému nádobí na masivnosti.

## Malba
Nehledě na tmavé pozadí působí malba zářivým dojmem. Z barev se používá hlavně červená, žlutá, oranžová, ale v malém množství také zelená a modrá, nesmí chybět ani barva zlatá. Mezi tradiční elementy chochlomy patří sytě červené bobule jeřabin a lesních jahod, květy a větvičky. Častými motivy jsou také ptáci, ryby a zvěř.

## Historie
Předpokládá se, že chochlomská dřevomalba vznikla v 17. století na levém břehu řeky Volhy, ve vesnicích Velké a Malé Bezděli (Большие и Малые Бездели), Mokušino (Мокушино), Šabaši (Шабаши), Glibino (Глибино) a Chrjašči (Хрящи). Hotové výrobky se svážely do vesnice Chochloma, kde se prodávaly. Odtud pochází název této dekorativní malby. V současnosti je domovem chochlomy osada Kovernino (Ковернино) v oblasti Nižního Novgorodu.
Do dnešního dne se nám dochovalo mnoho verzí o vzniku chochlomské dřevomalby. Mezi ty nejrozšířenější patří dvě následující.

### První verze
Podle nejrozšířenější verze je tento unikátní způsob zlaté dekorativní malby dřevěného nádobí v lesních oblastech Závolží i sám původ chochlomského řemesla připisován starověrcům.
Mezi obyvateli místních vesnic ukrytých hluboko v lesích byla spousta "utečenců", tzn. lidí, kteří zde našli útočiště před pronásledováním obyvatel vyznávajících "starou víru".
Mezi těmito přistěhovalci byla i celá řada ikonopisců a mistrů knižních miniatur, kteří s sebou do oblasti Nižního Novgorodu přivezli starobylé ikony a rukopisy s barevnými kresbami, vytříbené malířské umění, kaligrafii a vzory rostlinných ornamentů.
Tito umělci také ovládali soustružnické řemeslo. Z generace na generaci si předávali znalosti a dovednosti týkající se výroby nádobí a dřevořezby. Na přelomu 17. a 18. století se z lesnatého Závolží stala kolébka umění. Chochlomské umění zdědilo od závolžských mistrů klasické tvary dřevěného nádobí (naběraček, lžic), od ikonopisců malířskou tradici, tzv. "umění tenkého štětce", a co je nejdůležitější – tajemství výroby zlatého nádobí bez použití zlata.

### Druhá verze
Existují dokumenty, které svědčí o jiném vývoji. Způsob imitace pozlacení dřeva podobný tomu chochlomskému používali nižegorodští řemeslníci při malování dřevěného nádobí už v letech 1640 – 1650, ještě předtím, než se objevili starověrci. Ve velkých nižegorodských řemeslných obcích Lyskovo (Лысково) a Muraškino (Мурашкино), a také v závolžské osadě Semenovskoje (Семеновское) – později město Semenov (Семенов), jedno z center chochlomské dřevomalby, se vyrábělo dřevěné nádobí (poháry na víno, naběračky, tácy na slavnostní stůl) zdobené cínovým práškem. Způsob malby dřevěného nádobí cínovým práškem, který předcházel chochlomské dřevomalbě, vznikl na základě zkušeností ikonopisců a místních povolžských tradic výroby nádobí.

### Faktory, které ovlivnily rozšíření chochlomské malby

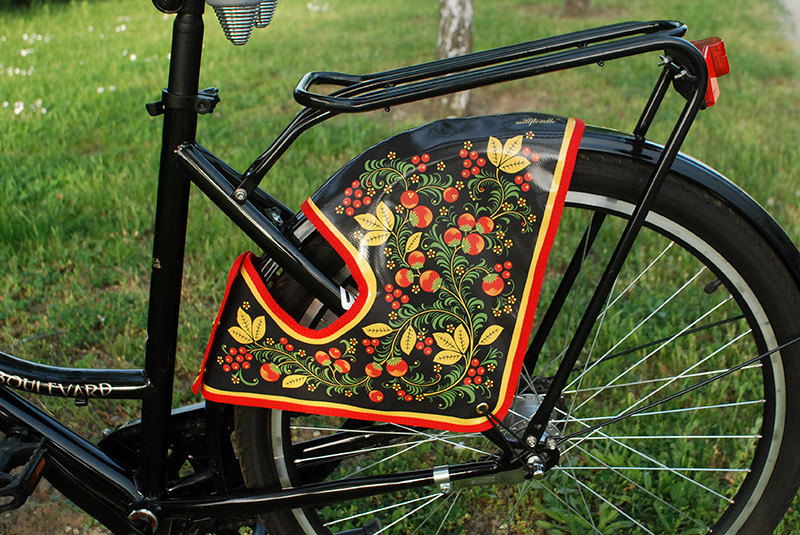
Chochlomská malba jako dekorace jízdního kola

Výrobu chochlomského nádobí dlouhou dobu omezovaly vysoké ceny dováženého cínu. Zásobit mistry cínem mohl pouze velmi bohatý zákazník. V Závolží byli těmito zákazníky kláštery. Proto vesnice Chochloma, Skorobogatovo (Скоробогатово) a dalších zhruba 80 osad na řekách Uzola (Узолa) a Kerženěc (Керженец) pracovaly pro Trojicko-sergijevský klášter. Z klášterních dokumentů je zřejmé, že rolníci z těchto vesnic byli přizýváni k práci v dílnách Lávry, kde se mohli seznámit s výrobou slavnostních pohárů a naběraček. Není náhoda, že se právě chochlomské a skorobogatovské vesnice a osady staly kolébkou originální malby nádobí, která vypadala draze a vzácně.
Hojnost lesů a blízkost Volhy jakožto hlavní obchodní tepny Závolží napomáhaly k rozvoji průmyslu. Loděmi se do měst Goroděc (Городец), Nižnij Novgorod a Makarjev (Макарьев) dopravovalo naštípané dříví, které dále putovalo do Saratovské a Astrachaňské gubernie. Přes stepi v okolí Kaspického moře se chochlomské nádobí dováželo do Střední Asie, Persie a Indie. Angličané, Němci a Francouzi s oblibou nakupovali chochlomské výrobky v Archandělsku, kam byly dováženy přes Sibiř. Rolníci soustužili a malovali dřevěné nádobí a vozili je k prodeji do velkého kupeckého města Chochloma v Nižněgorodské gubernii, kde probíhalo veškeré obchodování. Odtud pochází i název "chochlomská malba" či jednoduše "chochloma".
Existuje legenda, která objasňuje vznik chochlomské malby. Talentovaný ikonopisec Andrej Loskut (Андрей Лоскут) odešel z hlavního města, protože byl nespokojen s církevními reformami patriarchy Nikona. Usídlil se v povolžských lesích, kde začal malovat dřevěné výrobky a psát ikony tradičním způsobem. Nikon se o tom ovšem dozvěděl a poslal za vzdorovitým ikonopiscem vojáky. Andrej odmítl uposlechnout a upálil se ve své chalupě. Ještě před smrtí ale odkázal lidu své dílo. Oheň Andreje sežehl a jeho popel rozevlál vítr. Od té doby pestré barvy chochlomy šlehají rudým plamenem a třpytí se zlatem.

## Centra chochlomského lidového řemesla
V současnosti má chochlomská dřevomalba dvě hlavní centra – město Semjonov, kde se nachází továrny "Chochlomská malba" («Хохломская роспись») a "Semjonovská malba" («Семёновская роспись») a vesnici Sjomino (Сёмино) v Koverninském rajonu, kde se nachází továrna "Chochlomský umělec" («Хохломский художник»), která sdružuje umělce Koverninského rajonu z měst Sjomino, Kuligino (Кулигинo), Novopokrovskoe (Новопокровское) a další (továrna se nachází ve městě Sjomino). V současnosti je činnost továrny minimální. Ve vesnici Sjomino se taktéž nachází akciová společnost "Průmysl" (ООО «Промысел»), která se už 19 let věnuje výrobě dřevěných krabiček pokrytých chochlomskou malbou.
Semjonovskou školu založil G. P. Matvějev (Г. П. Матвеев).

## Technologie
Nejdříve se dřevo nahrubo brousí a tvaruje. Poté řemeslník s pomocí soustruhu a dláta odstraňuje nadbytky dřeva a postupně tak dává rozpracovanému výrobku požadovaný tvar. Tak vzniká opracovaný výrobek («бельё»), kterým jsou např. vyřezávané naběračky a lžíce, kredence či misky, na které se může začít nanášet malba.

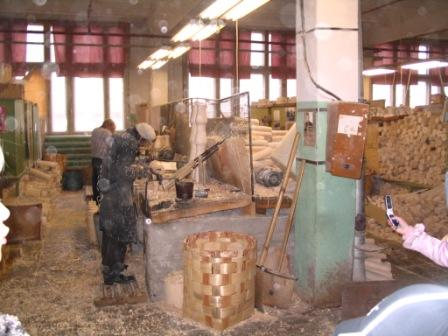
Opracovávání dřeva

Poté, co je opracovaný výrobek řádně vysušen, může se začít nanášet základní nátěr v podobě tekuté očištěné hlíny, kterou mistři nazývají «вапa» (vapa). Po nanesení základního nátěru se výrobek 7 až 8 hodin suší a poté se ručně pokrývá několika vrstvami fermeže (lněného oleje). Mistr v misce s fermeží namáčí speciální tampon vyrobený z ovčí nebo telecí kůže otočené naruby a rychle jím vtírá olej do výrobku, přičemž jím otáčí tak, aby byla vrstva rovnoměrná. Jedná se o velmi zodpovědnou práci, která určuje kvalitu budoucího díla a odolnost malby. V průběhu dne se výrobek pokrývá fermeží 3krát až 4krát. Poslední vrstva se vysouší do té doby, než je zlehka přilnavá k prstu, aniž by se na něj přilepila. Následuje cínování, kdy se povrch výrobku potírá hliníkovým práškem. I tentokrát nanášení probíhá ručně za pomoci tamponu z ovčí kůže. Po pocínování výrobek získává bílý zrcadlový lesk a je připraven k malbě. K malbě slouží olejové barvy. K hlavním barvám, které určují povahu a nezaměnitelnost chochlomské malby, patří červená a černá (rumělka a saze), ale pro oživení vzoru lze použít i další barvy jako je hnědá, světle zelená a žlutá. Štětce sloužící k malbě se vyrábí z veverčího ocasu a umožňují malování tenké linie.

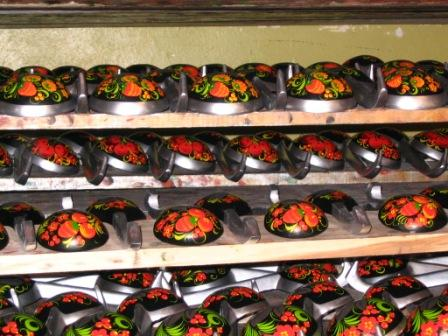
Cínování a umělecká malba

Malba se dělí na povrchovou, kdy se černou a červenou barvou nanáší na pocínovaný povrch základní linie celé kompozice – obrysy vinoucího se stébla (криуль), na které se později nanáší další elementy, jako drobné lístky (осочки), kapky (капельки), úponky (усики), kudrlinky (завитки) atd., a na malbu pozadí («под фон»), kdy se černou barvou maluje okolí dříve narýsovaného ornamentu, který tak zůstává zlatý. Existují různé druhy ornamentů:
- prjanik (пряник) – geometrický obrazec (čtverec či kosočtverec) ozdobený stébly trávy, bobulemi či květy, běžně se nachází na dně misky nebo tácu;
- tráva (травка) – vzor z větších či menších stébel trávy;
- kudrlina (кудрина) – listy a květy v podobě zlatých spirál na červeném či černém pozadí.

Umělci používají i zjednodušené ornamenty, např. tečky (крап) nanášené razítkem vyrobeným z klobouku pýchavky, nebo zvláštním způsobem svinutým kouskem látky. Všechny výrobky jsou malovány ručně, tudíž je každá malba jedinečná. Pokud jsou vzor či pozadí stříbrné, nejedná se o pravou chochlomu, i když to tak může na první pohled vypadat.

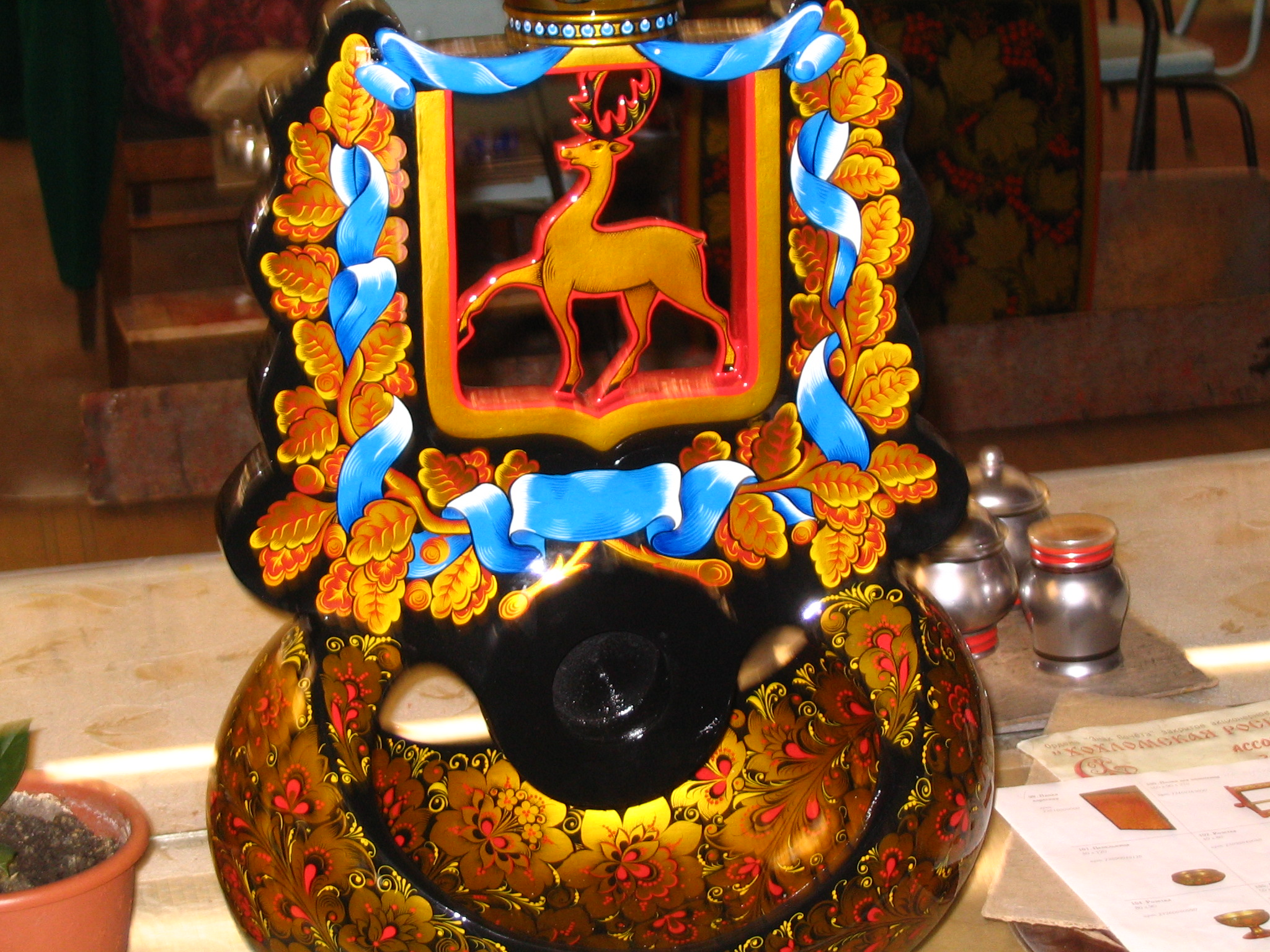
Chochlomská malba se znakem Nižního Novgorodu

Malba výrobku se 4krát až 5krát pokrývá speciálním lakem, přičemž se po každém nanesení průběžně suší, a nakonec se 3 až 4 hodiny kalí v peci při teplotě od 150 do 160 °C a to až do té doby, než se na povrchu vytvoří zlatavý povlak z laku a oleje. Tak vzniká věhlasná "zlatá chochloma".